# Izolyatsia
Izolyatsia (em ucraniano:  Ізоляція   - "Isolação") é uma prisão em Donetsk, na Ucrânia, criada após a captura de Donetsk em 2014 por separatistas pró-russos. A prisão foi instalada depois de representantes da República Popular de Donetsk (DPR) terem apreendido o local da Fundação de Artes IZOLYATSIA e o converteram num local fechado do Ministério da Segurança do Estado do DPR. A Izolyatsia funciona como um centro de treino para combatentes do DPR, bem como um depósito para automóveis, tecnologia militar e armas. A prisão tem um estatuto secreto pois os detidos são condenados por tribunais ilegais do DPR sem investigação adequada. Existem numerosos casos conhecidos em que os detidos de Izolyatsia apenas confessaram depois de serem torturados.

## Prisioneiros notáveis
Em 2014, havia mais de 100 prisioneiros em Izolyatsia. Dmitrii Potekhin, Valentina Buchok, Galina Gaeva e Stanislav Aseyev foram todos detidos em Izolyatsia.